# Kirill Pletnёv
Kirill Pletnёv (Charkiv, 30 dicembre 1979) è un attore e regista russo.

## Filmografia parziale

### Regista
- Žgi! (2017)
- Bez menja (2018)